# 紐霍普 (明尼蘇達州)
紐霍普（英語：New Hope）是一個位於美國明尼蘇達州亨內平縣的城市。

## 人口
根據2020年美國人口普查的數據，紐霍普的面積為13.25平方千米，當中陸地面積為13.10平方千米，而水域面積為0.15平方千米。當地共有人口21986人，而人口密度為每平方千米1,659人。